# 塔烏茲區
塔烏茲區是阿塞拜疆的一個區，位於該國西北部，西為亞美尼亞，東為格魯吉亞，並與凱達貝克區包圍著亞的一處外飛地巴什肯德（現為阿方佔領）。面積1,942平方公里，2005年人口152,000人。首府塔烏茲。
1930年建區。